# Premis Globus d'Or
Els Premis Globus d'Or (Golden Globes Awards) són uns premis anuals estatunidencs per a pel·lícules i programes de televisió. Són atorgats des de 1944 per l'Associació de Premsa Estrangera de Hollywood, sent un els premis més importants de la indústria del cinema que culmina cada any amb els Oscars i els premis del Gremi d'Actors.
L'emissió del Globus d'Or generalment ocupa cada any el tercer lloc en nombre d'espectadors pel que fa a premis, darrere només dels Oscars i els Grammys, i els estudis cinematogràfics anuncien activament els nomenaments i els premis als seus anuncis, fins al punt de què els Globus d'Or han esdevingut un dels honors més alts pels guardonats.
S'atorguen a principis d'any, basat en vots de (a partir del 2005) 93 periodistes que viuen a Hollywood principalment a temps parcial i afiliats a mitjans de comunicació de fora dels Estats Units.
A diferència dels premis de l'Acadèmia, per al qual comença el període d'elegibilitat l'1 de gener, el període d'elegibilitat per al Globus d'Or comença l'1 d'octubre.
La 1a cerimònia de premis es va celebrar el gener de 1944 als estudis de la 20th Century-Fox a Los Angeles. Actualment es realitza a l'hotel Beverly Hilton a Beverly Hills, seu de la cerimònia des de 1961.

## Modalitats
- Millor pel·lícula - Drama
- Millor pel·lícula - Musical o Comèdia
- Millor director
- Millor actor - Drama
- Millor actor - Musical o Comèdia
- Millor actriu - Drama
- Millor actriu - Musical o Comèdia
- Millor actor secundari
- Millor actriu secundària
- Millor guió
- Millor banda sonora original
- Millor cançó original
- Millor pel·lícula de parla no anglesa
- Millor pel·lícula d'animació
- Cecil B. Demille per la vida dedicada al cinema